# 许吉燝
许吉燝（1618年—1695年），榜姓翁，字祥景，號龜齋，福建晉江人，明朝政治人物。同进士出身。

## 生平
崇禎十五年（1642年）中壬午科福建鄉試舉人。崇禎十六年（1643年）登癸未科進士。同年任直隸華亭縣知縣。後與盧若騰、沈佺期等人渡台。與盧若騰、陳洪謐 、張朝綖、蔡肱明、吳韓起、黃錫袞、辜胤奇、丁胤甲、梁玉蕤、郭符甲、楊明琅、沈佺期、何運亮、史贊聖、蘇國瓓、王命岳、施顯等人並稱“魯東同朝十八名士”。